# Francesco Tiberi
Francesco Tiberi (Contigliano, 4 gennaio 1773 – Roma, 28 ottobre 1839) è stato un cardinale e arcivescovo cattolico italiano.

## Biografia
Figlio secondogenito dei nobili Antonio Tiberi e Teresa Orsini, studiò dapprima al Collegio Nazareno di Roma, e poi passò all'Università della Sapienza, presso cui si addottorò in utroque iure il 17 marzo 1795, giorno in cui ricevette pure la tonsura ecclesiastica. Nel frattempo ebbe l'occasione di fare pratica come aiutante degli avvocati Bernardino Ridolfi (1791-1793) e Nicola Riganti (1793-1794).
Entrò nella prelatura romana come referendario del tribunale della Segnatura Apostolica il 21 maggio 1795, venendo poi nominato consigliere della Sacra Congregazione per le Indulgenze dall'11 luglio di quell'anno. Relatore della Sacra Congregazione per il Buon Governo dal 30 novembre 1800. Coadiutore di Paolo Emilio Petrucci, votante al tribunale della Signatura Apostolica di Grazia e Giustizia, dal 28 marzo 1801, divenne canonico della Basilica di Santa Maria Maggiore a Roma. Ricevette il suddiaconato il 2 novembre 1806. Durante l'occupazione francese di Roma, venne deportato a Piacenza e successivamente nel 1812 a Bastia, in Corsica, per essersi rifiutato di giurare fedeltà ai napoleonici. Tornò a Roma nel 1814 e riprese le sue funzioni alla signatura apostolica. 
Il primo settembre 1814 prese solennemente possesso, in nome del cardinale Alessandro Mattei e in veste di uditore generale, della diocesi di Velletri dopo la fine dell'occupazione francese. Protonotario apostolico non partecipante dal 1814, divenne delegato apostolico per la provincia di Macerata e Camerino dal luglio 1815. Uditore della Sacra Rota romana e consultore della Sacra Congregazione dei Riti dal 9 marzo 1816, divenne reggente della Sacra Penitenzieria Apostolica il 10 giugno 1823. Il 9 dicembre 1823, venne nominato membro della commissione di giureconsulti incaricata della revisione del motu proprio del 6 luglio 1816 e partecipò all'elaborazione del nuovo codice civile promulgato il 5 ottobre 1824, divenendo poco dopo vice decano degli uditori del Palazzo Apostolico.

### Episcopato
Il 2 ottobre 1826 fu eletto arcivescovo titolare di Atene. Fu ordinato sacerdote nel dicembre dello stesso anno e fu consacrato vescovo il 27 dicembre per mano del cardinale Francesco Saverio Castiglioni. Il 9 gennaio 1827 fu nominato nunzio apostolico in Spagna ed assistente al soglio pontificio.

### Cardinalato
Papa Gregorio XVI lo elevò al rango di cardinale in pectore nel concistoro del 30 settembre 1831. Fu pubblicato il 2 luglio 1832, giorno in cui fu anche nominato vescovo di Jesi, con titolo personale di arcivescovo. Il 1º agosto 1834 ricevette il titolo di Santo Stefano al Monte Celio.
Il 18 maggio 1836 rinunciò alla reggenza della diocesi di Jesi. Il 22 febbraio 1837 divenne prefetto del Supremo Tribunale della Segnatura Apostolica.
Morì a Roma il 28 ottobre 1839 e la sua salma venne esposta nella chiesa di San Lorenzo in Damaso per poi venire sepolta nella chiesa del suo titolo.

## Genealogia episcopale
La genealogia episcopale è:
- Cardinale Scipione Rebiba
- Cardinale Giulio Antonio Santori
- Cardinale Girolamo Bernerio, O.P.
- Arcivescovo Galeazzo Sanvitale
- Cardinale Ludovico Ludovisi
- Cardinale Luigi Caetani
- Cardinale Ulderico Carpegna
- Cardinale Paluzzo Paluzzi Altieri degli Albertoni
- Papa Benedetto XIII
- Papa Benedetto XIV
- Cardinale Enrico Enriquez
- Arcivescovo Manuel Quintano Bonifaz
- Cardinale Buenaventura Córdoba Espinosa de la Cerda
- Cardinale Giuseppe Maria Doria Pamphilj
- Papa Pio VIII
- Cardinale Francesco Maria Contigliani